# Halkohaavanjärvi
Halkohaavanjärvi är en sjö i kommunen Kangasala i landskapet Birkaland i Finland. Sjön ligger 84,2 meter över havet. Arean är 81 hektar och strandlinjen är 7,26 kilometer lång. Sjön  ingår i Kumo älvs huvudavrinningsområde.   Den ligger omkring 22 km sydöst om Tammerfors och omkring 140 km norr om Helsingfors. 